# John Taylor of Caroline

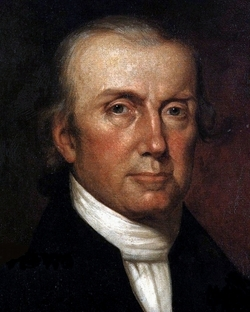
John Taylor of Caroline

John Taylor of Caroline (* 19. Dezember 1753 im Caroline County, Colony of Virginia; † 21. August 1824 ebenda) war ein US-amerikanischer Politiker der Demokratisch-Republikanischen Partei. Von 1792 bis 1794, im Jahr 1803 sowie von 1822 bis zu seinem Tod saß er für den Bundesstaat Virginia im US-Senat.

## Leben
Taylor wuchs im Caroline County in der damaligen Kolonie Virginia auf und war ein Pflanzer. Daher stammt sein Namenszusatz of Caroline. Nachdem sein Vater starb, als er drei Jahre alt war, übernahm sein Verwandter Edmund Pendleton, eine der führenden Politiker Virginias, seine Erziehung. Auf der Schule des Schotten Donald Robertson traf und freundete er sich mit dem späteren Präsidenten James Madison an. Er studierte am College of William & Mary Jura. Ab 1774 war er als Rechtsanwalt tätig.
Wie viele seiner Zeitgenossen faszinierten ihn die aufklärerischen Ideale der Amerikanischen Revolution, weshalb er während des Unabhängigkeitskrieges bis 1779 in der Kontinentalarmee diente. Als die Britische Armee 1780/81 in Virginia einmarschierte, trat er kurzweilig erneut in die Miliz ein. Von 1779 bis 1785 war Taylor Abgeordneter im Virginia House of Delegates. In den damaligen Debatten um die Trennung zwischen Staat und der Episkopalkirche trat er mit Madison und Thomas Jefferson für Reformen für mehr Religionsfreiheit ein. Er war gegen die neue Verfassung, da eine Bill of Rights zunächst fehlte und er Angst vor einer zu starken Bundesregierung hatte.
Er sah diese Ängste in den Handlungen des neuen Finanzministers Alexander Hamilton bestätigt, gegen den sich um Madison und Jefferson die Republikaner als Opposition bildeten. Als Senator argumentierte 1792 bis 1794 gegen dessen Regierungspolitik und veröffentlichte mehrere Pamphlete, die Teile der Ideologie der Republikaner definierten. 1797 war er Mitglied im Electoral College. Als er von 1796 bis 1800 erneut Mitglied des House of Delegates war, stellte er sich weiterhin gegen die Politik der herrschenden Föderalisten. Er war 1798 maßgeblich an der Verabschiedung der anonym jeweils von Jefferson und Madison geschriebenen Kentucky and Virginia Resolutions beteiligt, die radikale verfassungsrechtliche Ideen propagierten und die Rechte der einzelnen Bundesstaaten in den Vordergrund stellten. Taylor vertrat die Meinung, dass sie verfassungswidrige Bundesgesetze nullifizieren könnten.
In der Präsidentschaftswahl 1800 wurde Jefferson gewählt. 1803 wurde Taylor erneut Mitglied im Senat, diesmal nur für ein knappes halbes Jahr. Er unterstützte den Kauf von Louisiana und den 12. Zusatzartikel. Anschließend wurde er wiederum Abgeordneter im House of Delegates. Da Jeffersons Außenpolitik ihn enttäuscht hatte, unterstützte er in der Präsidentschaftswahl 1808 James Monroe. Dieser wurde jedoch klar von Jeffersons Wunschnachfolger Madison geschlagen. Darauf widmete Taylor sich dem Verfassen verschiedener Bücher zu politischen Themen wie dem Sektionalismus und Protektionismus, die er beide ablehnte. Von 1822 bis zu seinem Tod 1824 diente er erneut im Senat.
Noch heute gilt er als der Philosoph der Jeffersonian Democracy. Er war Vertreter einer stark dezentralisierten Demokratie, deren höchsten Gut die Freiheit sei. Ohne diese könnten die Bürger sich nämlich nicht politisch engagieren. Die Sklaverei lehnte der prominente Sklavenhalter allerdings nicht ab. Wirtschaftspolitisch legte er einen großen Wert auf die Landwirtschaft und den Freien Markt. Dabei solle allerdings keine von der Regierung geförderte Plutokratie um Banker und Kaufleute entstehen. Seine Ideen ebneten den Weg für solche Politiker wie John C. Calhoun.
1783 heiratete er Lucy Penn, die Tochter des Politikers John Penn.